# DStv
A Digital Satellite Television (DStv) é um serviço de televisão satelital da MultiChoice que opera na África subsariana. Foi lançado em 1995 e possui cerca de onze milhões de assinantes, principalmente da África do Sul e Nigéria.

## Histórico
Em 1986, a televisão por assinatura chegou à África do Sul quando um serviço analógico de canal único, M-Net , foi lançado pela Naspers . Por quase sete anos, todas as operações da M-Net foram administradas por uma única empresa até 1993, quando uma segunda empresa subsidiária, Multichoice , foi criada pela Naspers. A venda de descodificadores, serviços de assinantes, também disponíveis em lojas locais, gestão de contas e outros assuntos relacionados com o negócio foram tratados pela Multichoice.
Em 1995, um novo serviço de satélite digital na África do Sul foi anunciado pela Multichoice e em 6 de outubro de 1995 a DStv foi oficialmente ativada para assinantes. A seleção original de canais incluía M-Net , MGM , TNT , Sci-Fi Universal , SuperSport , ESPN , Cartoon Network , BBC World News , CNN International e Sky News , entre outros.
Isto foi seguido pelo lançamento de novos serviços, incluindo: satélite W4 Eutelsat com serviços de banda Ku para a África Subsaariana e as Ilhas do Oceano Índico em 2000, Televisão Interativa em 2002, decodificador Dual View em 2003 e o decodificador DStv PVR e DStv Compacto em 2005.
As transmissões de alta definição próprias da DStv, vistas através do descodificador HD PVR, foram lançadas em 2008. Este ano também viu a introdução do descodificador XtraView e do canal M-NET HD.
Em 2010, foram lançados os serviços DVB sobre IP (Digital Video Broadcast over Internet Protocol) e DStv on Demand. O decodificador HD PVR 2P foi lançado no mesmo ano e o M-NET Movies 1 HD foi transmitido pela primeira vez. DStv BoxOffice (um serviço de filmes sob demanda) e DStv Mobile foram lançados em 2011.

## Países africanos
- África do Sul
- Angola
- Benim
- Botswana
- Burquina Fasso
- Burundi
- Cabo Verde
- Camarões
- República Centro-Africana
- Chade
- Costa do Marfim
- Djibuti
- Eritreia
- Etiópia
- Gabão
- Gâmbia
- Gana
- Guiné
- Guiné-Bissau
- Guiné Equatorial
- Lesoto
- Libéria
- Madagáscar
- Malawi
- Mali
- Ilhas Maurícias
- Mauritânia
- Moçambique
- Namíbia
- Níger
- Nigéria
- Quênia
- República Democrática do Congo
- República do Congo
- Ruanda
- São Tomé e Príncipe
- Senegal
- Seicheles
- Serra Leoa
- Somália
- Sudão
- Sudão do Sul
- Essuatíni
- Tanzânia
- Togo
- Uganda
- Zâmbia
- Zimbabwe